# Herman Snoeijink

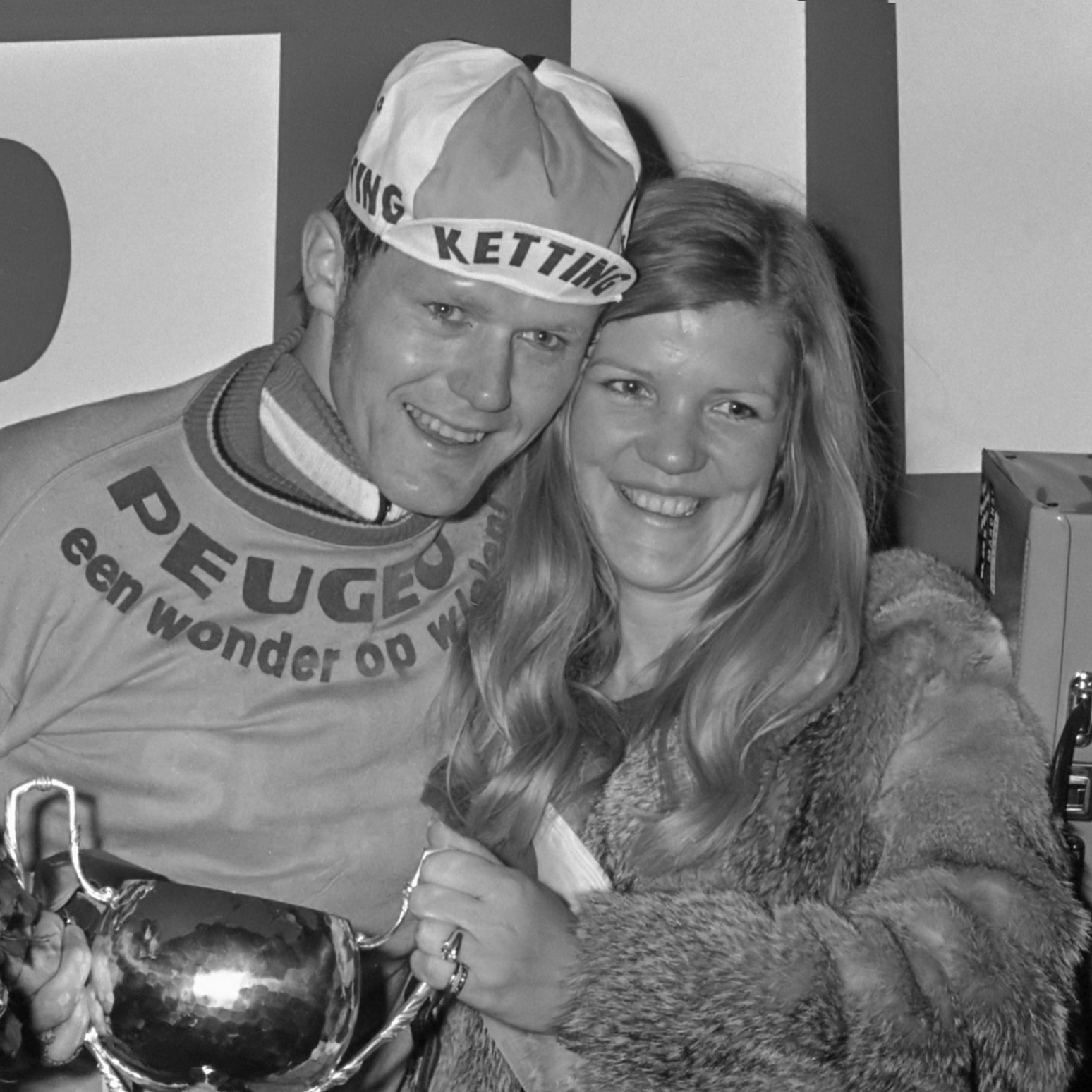
Herman Snoeijink 1974

Herman Snoeijink (* 6. August 1951 in Denekamp) ist ein ehemaliger niederländischer Radrennfahrer und nationaler Meister im Radsport.

## Sportliche Laufbahn
Snoeijink war Straßenradsportler und konnte während seiner aktiven Zeit mehr als 300 Rennen gewinnen, davon einige in Deutschland. Er war auch im Querfeldeinrennen (heutige Bezeichnung Cyclocross) aktiv. 
1974 gewann er Etappen der Olympia’s Tour, der Rheinland-Pfalz-Rundfahrt (10. Gesamtplatz) und im Milk Race. 1977 gewann er Enschede–Münster. 1978 und 1980 war er in der Ronde van Overijssel erfolgreich. 1978 folgten Siege im Ster van Brabant und in der Limburg-Rundfahrt. Die Dwaars door Gendringen gewann er 1982. 1978 gewann er die nationale Meisterschaft im Querfeldeinrennen der Amateure vor Hennie Stamsnijder. 1980 bis 1983 verteidigte er den Titel. 1991 beendete er seine Karriere.

## Berufliches
Einige Jahre war Snoeijink Nationaltrainer für den Nachwuchs, bei den Frauen und für die Querfeldeinfahrer. Später war er als Lehrer tätig.